# A Republikanska futbołna grupa (1983/1984)
A Republikanska futbołna grupa (1983/1984) była 60. edycją najwyższej piłkarskiej klasy rozgrywkowej w Bułgarii. W rozgrywkach wzięło udział 16 drużyn, grając systemem kołowym w 2 rundach. Tytułu nie obroniła drużyna CSKA Septemwrijsko Zname Sofia. Nowym mistrzem Bułgarii został zespół Lewski-Spartak Sofia. Tytuł króla strzelców zdobył Eduard Eranosjan, który w barwach klubu Łokomotiw Płowdiw strzelił 19 bramek.

## Tabela końcowa
|    | Klub                           | M  | Z  | R  | P  | Br+ | Br- | Pkt | Uwagi                     |
| 1  | Spartak-Lewski Sofia           | 30 | 19 | 9  | 2  | 64  | 29  | 47  | Mistrz Puchar Mistrzów    |
| 2  | CSKA Septemwrijsko Zname Sofia | 30 | 18 | 9  | 3  | 72  | 24  | 45  | Puchar UEFA               |
| 3  | Spartak-ŻSK Warna              | 30 | 13 | 5  | 12 | 41  | 37  | 31  |                           |
| 4  | Beroe Stara Zagora             | 30 | 11 | 9  | 10 | 38  | 40  | 31  |                           |
| 5  | Czernomorec Burgas             | 30 | 12 | 7  | 11 | 43  | 47  | 31  |                           |
| 6  | Łokomotiw Sofia                | 30 | 11 | 8  | 11 | 35  | 29  | 30  |                           |
| 7  | FK Sliwen                      | 30 | 10 | 10 | 10 | 39  | 37  | 30  | Puchar UEFA               |
| 8  | Botew Wraca                    | 30 | 10 | 10 | 10 | 31  | 32  | 30  |                           |
| 9  | Trakia Płowdiw                 | 30 | 11 | 7  | 12 | 64  | 58  | 29  | Puchar Zdobywców Pucharów |
| 10 | Etyr Wielkie Tyrnowo           | 30 | 13 | 2  | 15 | 47  | 48  | 28  |                           |
| 11 | FK Szumen                      | 30 | 11 | 5  | 14 | 35  | 46  | 27  | Baraże o utrzymanie       |
| 12 | Bełasica Petricz               | 30 | 11 | 5  | 14 | 25  | 49  | 27  | Baraże o utrzymanie       |
| 13 | Czerno More Warna              | 30 | 9  | 8  | 13 | 36  | 43  | 26  | Baraże o utrzymanie       |
| 14 | Sławia Sofia                   | 30 | 10 | 5  | 15 | 40  | 38  | 25  | Baraże o utrzymanie       |
| 15 | Łokomotiw Płowdiw              | 30 | 10 | 4  | 16 | 43  | 63  | 24  | Spadek                    |
| 16 | FK Chaskowo                    | 30 | 7  | 5  | 18 | 30  | 63  | 19  | Spadek                    |

## Baraże o utrzymanie

### 1. runda
Zespoły z miejsc 11-14 zmierzyły się w pierwszej rundzie baraży o utrzymanie.
- Sławia Sofia – FK Szumen 2 – 1, 2 – 2
- Czernomorec Burgas – Bełasica Petricz 3 – 1, 1 – 2

Zespoły Sławia Sofia i Czernomorec Burgas utrzymały się w 1. lidze, natomiast drużyny FK Szumen oraz Bełasica Petricz zagrały w drugiej rundzie baraży.

### 2. runda
W drugiej rundzie baraży zagrały zespoły, które przegrały w pierwszej rundzie, z drużynami, które zajęły 2. i 3. miejsce w II lidze.
- Bełasica Petricz – Minior Pernik 4 – 2, 0 – 3
- FK Szumen – Dunaw Ruse 1 – 1, 2 – 3

Zespoły FK Szumen oraz Bełasica Petricz spadły z I ligi, natomiast drużyny Minior Pernik i Dunaw Ruse do niej awansowały.